# Dipsas ventrimaculata
Dipsas ventrimaculata är en ormart som beskrevs av Boulenger 1885. Dipsas ventrimaculatas ingår i släktet Dipsas och familjen snokar. Inga underarter finns listade i Catalogue of Life.
Denna orm förekommer främst i sydöstra Brasilien samt i östra Paraguay och nordöstra Argentina. En avskild population lever lite längre norrut i Brasilien. Habitatet utgörs av Atlantskogen, andra skogar, buskskogar, savanner och andra gräsmarker. Dipsas ventrimaculata äter sniglar och snäckor. Honor lägger tre till sju ägg per tillfälle.
Beståndet hotas regionalt av landskapsförändringar. Antagligen har Dipsas ventrimaculata bra anpassningsförmåga. Hela populationen anses vara stabil. IUCN kategoriserar arten globalt som livskraftig.